# Intelligent hastighetsanpassning
Intelligent hastighetsanpassning (ISA) är ett system anpassar ett fordons hastighet till vad som anses säkert och inte överskrider den högsta tillåtna hastigheten. Om gränshastigeten nås kan hastigheten reduceras automatiskt eller föraren varnas. Intelligent hastighetsanpassning ingår som standardutrustning i alla nya bilar inom EU från 2022.
Intelligent hastighetsanpassning använder information om vägen för att bestämma önskad hastighet. Information kan erhållas genom att jämföra fordonets position med en databas med hastighetsbegränsningar och genom att tolka skyltar. ISA-system är utformade för att upptäcka och varna föraren när fordonet har kommit in i en ny hastighetszon och när olika hastighetsgränser gäller på platsen. Många ISA-system tillhandahåller också information om områden med förhöjd risk, som områden med många fotgängare, järnvägskorsningar, skolor och sjukhus. Syftet med ISA är att hjälpa föraren att hålla en säker hastighet.
Antalet olyckor som orsakar olyckor i stadsområden fördubblas för varje 5 km/h över gränsen.